# Періш (Ілфов)
Періш (рум. Periș) — село у повіті Ілфов в Румунії. Входить до складу комуни Періш.
Село розташоване на відстані 27 км на північ від Бухареста, 113 км на південь від Брашова.

## Населення
За даними перепису населення 2002 року у селі проживали 5292 особи.
Національний склад населення села:
| Національність | Кількість осіб | Відсоток |
| -------------- | -------------- | -------- |
| румуни         | 5257           | 99,3%    |
| цигани         | 27             | 0,5%     |

Рідною мовою назвали:
| Мова      | Кількість осіб | Відсоток |
| --------- | -------------- | -------- |
| румунська | 5267           | 99,5%    |
| циганська | 21             | 0,4%     |